# Райт, Алдер
Чарльз Ромли Элдер Райт (англ. Charles Romley Alder Wright, 7 сентября 1844, Саутенд-он-Си, Эссекс — 25 июня 1894) — английский химик, работавший в медицинской школе при госпитале Святой Марии в Лондоне под руководством Августа Маттиессена, где они изучали производные морфина, полученного из опия и синтезировали на его основе множества до тех пор не существовавших веществ.
В 1874 году Райт проводил серию экспериментов, в которых изучал эффект ацетилирования кодеина и морфина, добавляя к этим веществам избытка уксусного ангидрида и нагревая полученную смесь. В его лабораторном журнале осталась запись:
«При добавлении морфина к избытку уксусного ангидрида и нагревании при 100 градусах в течение нескольких часов либо если оставить смесь на несколько дней при комнатной температуре образуется тетраацетилморфин. При добавлении к водному раствору полученного продукта бикарбоната натрия образуется пушистый осадок, который затем кристаллизуется.»
Естественно, полученное вещество было не тетра- а диацетилморфином, поскольку к тому времени структура морфина окончательно установлена не была и он считался сдвоенной молекулой. Позже анализ установил, что к молекуле присоединяется не 4, а 2 ацетильные группы, и вещество получило укороченное название диаморфин, и много позже — героин (Bayer, 1898).
Райт не придал своему открытию особого значения и перешел к изучению японской камфоры и изготовлению мыла и фейерверков. Издал ряд монографий.
В 1881 году Райт становится членом Королевского Общества.
Между тем, некоторые из полученных им соединений были испытаны на животных в Лондоне и Эдинбурге, но по заключению экспертов они не имели каких-либо значительных преимуществ по сравнению с самим морфином.
Другие вещества, синтезированные Райтом, — бензилморфин (пероинин), этилморфин (дионин) и апоморфин были востребованы только много лет спустя. Так, прошло больше 80 лет до того момента, как писатель Уильям Берроуз заявил, что апоморфин является единственным эффективным средством для лечения героиновой зависимости.

## Источник
Heroin century. Tom Carnwath, Ian Smith